# Troupier

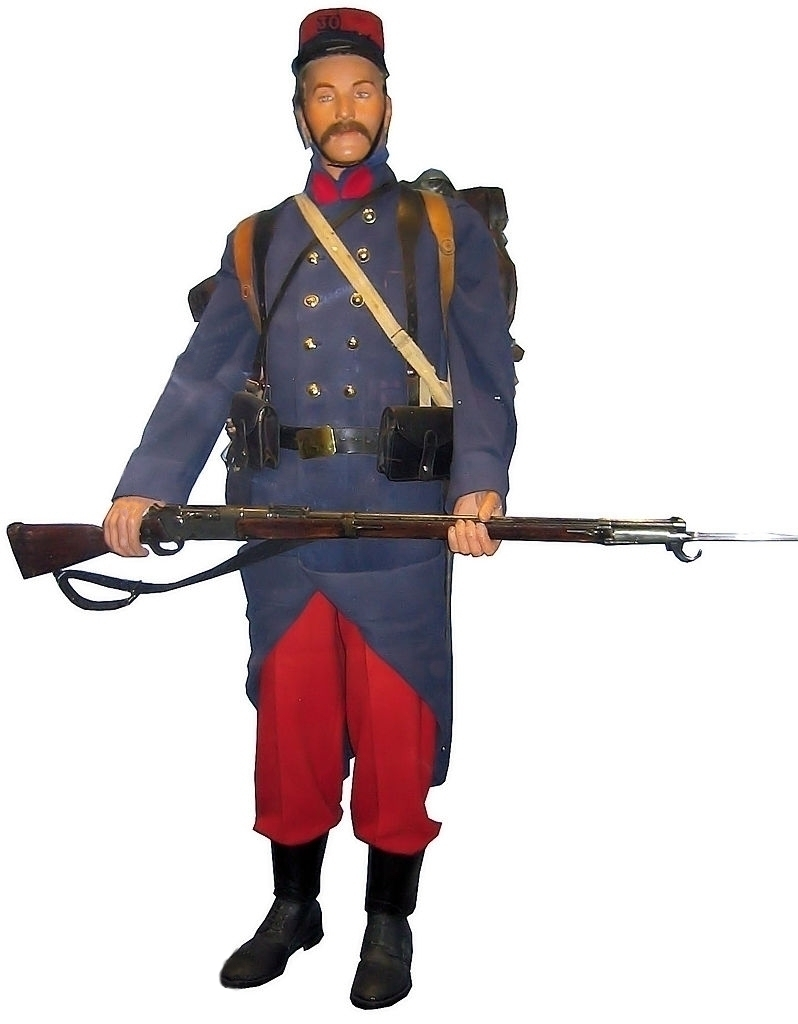
Uniforme de campagne du troupier avec son havresac, son fusil Lebel, ses cartouchières (1914).

Un troupier est originellement un soldat, un homme de troupe, généralement un soldat de deuxième classe.

« Ah ! brigands, vous ne jetterez pas à l'eau comme une huître un ancien troupier de Napoléon. »

— Honoré de Balzac, La Femme de trente ans (1832)

## Comique troupier

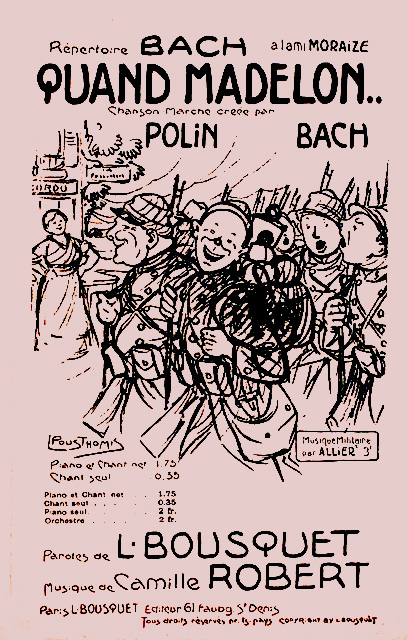
Quand Madelon (Bach et Polin).

À partir de la fin du XIXe siècle, sous l'impulsion des comédies de Georges Courteline, le comique troupier devient un genre à la mode pour des artistes masculins de café-concert, vêtus sur scène en uniformes militaires, qui interprètent des monologues ou des chansons comiques liées à la vie de soldat.
Le premier artiste connu du genre est Éloi Ouvrard, qui se fait remarquer autour de 1876-1877. Le comique troupier a plusieurs représentants comme Polin, Dranem, Bach, Croidel, Vilbert, Paul Lack, Blon D'hin, Gabriel Vallez, Dufleuve et Gaston Ouvrard, le fils d'Éloi. Plus tard, Bourvil et Fernand Raynaud commenceront leur carrière dans le comique troupier.
Comme d'autres artistes de l'époque, Fernandel, Maurice Chevalier, Raimu, Rellys et Louis-Jacques Boucot ont commencé leur carrière en tant que comiques troupiers. Le costume typique est celui du soldat de première classe : képi, pattes de collet et pantalon rouge garance, capote en laine gris de fer bleuté à martingale, jambières et brodequins en cuir.
Le genre connaît son apogée avant la Première Guerre mondiale et s'éteint peu à peu, avec quelques résurgences occasionnelles : la chanson-sketch Les Tourlourous, de Jean Broussolle, figure au programme des Compagnons de la chanson à la fin des années 1950. Lorsque la mode du music-hall fut passée, et dans le sillage de la contestation de l'autorité et du pacifisme de mai 68, le film de bidasses, une comédie ayant pour cadre l'armée et notamment le service militaire, devint un genre cinématographique dans les années 1970, en particulier des films avec les Charlots.

### Iconographie
- Affiche du comique troupier Dumaine sur Gallica